# Benoit Marie
Benoit Marie (Seychelles; 26 de diciembre de 1992) es un futbolista de Seychelles que juega en la posición de defensa y que actualmente milita en el Côte d'Or FC del Campeonato seychelense de fútbol.

## Carrera

### Club
Desde el 2011 juega en el Côte d'Or FC, con el que ha sido campeón de liga en tres ocasiones.

### Selección nacional
Debutó con Seychelles en 2011 y acumula 46 partidos internacionales, la mayor cantidad con Seychelles

## Logros
- campeonato seychelense de fútbol: 3

2013, 2016, 2018